# Drôles de vacances
Série La Guerre des Stevens
La Guerre des Stevens
(2000)
Pour plus de détails, voir Fiche technique et Distribution.
Drôles de vacances (The Even Stevens Movie) est un téléfilm américain destiné à la jeunesse et diffusé pour la première fois le 13 juin 2003 sur la chaîne Disney Channel aux États-Unis. En France, il est également diffusé sur Disney Channel.
L'histoire est centrée sur les personnages de la série télévisée La Guerre des Stevens, ou Drôle de frère, diffusée sur la même chaine de 2000 à 2003. C'est la première adaptation d'une série de la chaîne dans la collection des Disney Channel Original Movie.

## Synopsis
La famille Stevens est l’heureuse gagnante d’un séjour sur une île paradisiaque. À leur arrivée, ils sont accueillis comme des rois par les habitants. Mais les choses tournent mal quand Louis, le plus jeune de la famille, détruit involontairement le palais dans lequel ils logeaient. Les indigènes les accusent d’avoir jeté une malédiction sur l’île et les rejettent. La famille se retrouve sans nourriture et sans toit et va subir de nombreuses catastrophes. De plus, de violents conflits vont apparaître entre les membres de la famille. Leurs vacances de rêve tournent au cauchemar.
Ce qu’ils ne savent pas, c’est qu’ils participent à une émission de téléréalité nommée La famille piégée diffusée partout dans le monde. La destruction du palais et ses conséquences étaient prévues, tous les indigènes sont des acteurs et Miles McDermott, l’organisateur du voyage, n’est autre que l’animateur de l’émission.
Le film réalise une bonne critique des émissions de téléréalité.

## Fiche technique
- Réalisation : Sean McNamara, David Brookwell
- Scénario : Dennis Rinsler, Marc Warren
- Musique : Mark Mothersbaugh
- Société de production : Walt Disney Pictures
- Pays d'origine :  États-Unis
- Langue originale : anglais
- Format : couleur
- Genre : comédie familiale
- Durée : 93 minutes
- Date de sortie :
  - États-Unis : 13 juin 2003
  - France : 2003

## Distribution
- Shia LaBeouf (VF : Alexis Tomassian)[1] : Louis Stevens
- Christy Carlson Romano (VF : Sylvie Jacob) : Ren Stevens
- Donna Pescow (VF : Blanche Ravalec) : Eileen Stevens
- Tom Virtue (VF : Olivier Destrez) : Steve Stevens
- Nick Spano (VF : Benoît DuPac) : Donnie Stevens
- Steven Anthony Lawrence (VF : Brigitte Lecordier) : Bernard « la Brioche » Aranguren (« Beans » en VO)
- Tim Meadows (VF : Laurent Morteau) : Miles McDermott
- A. J. Trauth (VF : Hervé Rey) : Alan Twitty
- Margo Harshman (VF : Véronique Soufflet)[2] : Tawny Dean
- Dave Coulier (VF : Mathieu Buscatto) : Lance LeBow
- Keone Young (VF : Philippe Peythieu) : le chef Tuka
- Lauren Frost (VF : Laura Préjean) : Ruby
- Walker Howard (VF : Éric Marchal) : Laylo / Patrick Greene
- Josh Keaton (VF : Paolo Domingo) : Mootai / Jason
- George Anthony Bell (VF : Frédéric Norbert) : le principal Wexler
- Fred Meyers (VF : Charles Pestel) : Tom Gribalski
- Jim Wise (VF : Marc François) : le coach Tugnut
- Kenya Williams (VF : Julie Turin) : Monique Taylor
- Tom Dugan (VF : Philippe Dumond) : Keith
- Matthew Yang King (VF : Alexandre Gillet) : Scott
- Kyle Gibson (VF : Yoann Sover) : Gil
- Daniele O'Loughlin (VF : Élodie Ben)[2] : Brooke
- Ty Hodges (VF : Hervé Grull) : Larry Beale

- Version française
  - Studio de doublage : Cinéphase
  - Direction artistique : Valérie Siclay
  - Adaptation : Nadine Giraud

 Source et légende : version française (VF) sur RS Doublage et selon le carton du doublage français télévisuel sur Disney+.